# Lochristi
Lochristi est une commune néerlandophone de Belgique située en Région flamande dans la province de Flandre-Orientale. Au premier janvier 2025 la commune de Lochristi entre en fusion avec la commune avoisinante de Wachtebeke en gardant le nom de Lochristi pour la nouvelle entité.
Dans cet important centre agricole prédomine la culture du bégonia (floraison en été) et de l'azalée.

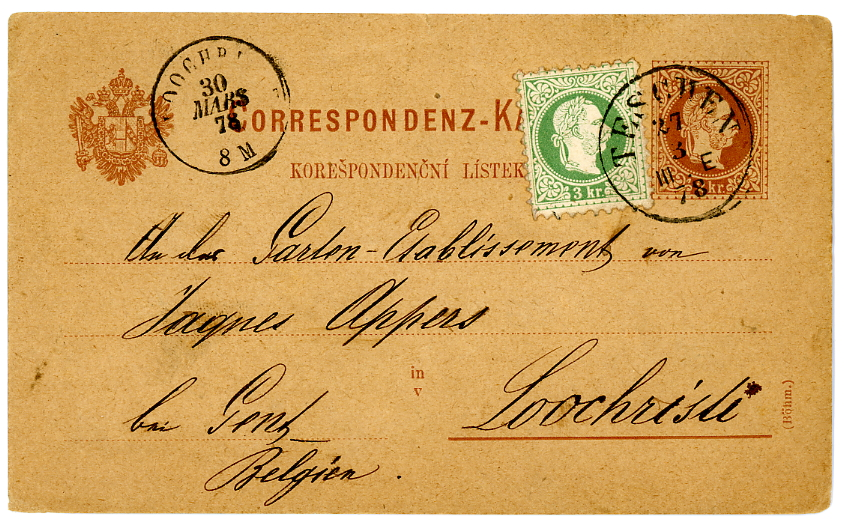
Commande de 12 Hybrid Rododendron et 12 Azalea depuis la Silésie en 1878

## Sections de la commune
| # | Section         | Superf. (km²) | Habitants (2020) | Habitants par km² | Code INS |
| - | --------------- | ------------- | ---------------- | ----------------- | -------- |
| 1 | Lochristi (I)   | 21,14         | 13.503           | 639               | 44034A   |
| 2 | Zaffelare (III) | 15,32         | 3.966            | 259               | 44034B   |
| 3 | Zeveneken (IV)  | 8,55          | 2.334            | 273               | 44034C   |
| 4 | Beervelde (II)  | 15,66         | 2.801            | 179               | 44034D   |
| 5 | Wachtebeke (j)  | 34,63         | 7.897            | 228               | 44073    |

### Localités
- Lochristi: Hijfte (V)

### Communes limitrophes
- a. Eksaarde (Lokeren)
- b. Lokeren
- c. Kalken (Laarne)
- d. Laarne
- e. Heusden (Destelbergen)
- f. Destelbergen
- g. Oostakker (Gent)
- h. Desteldonk (Gent)
- i. Mendonk (Gent)

## Héraldique
|  | La commune possède des armoiries qui lui ont été octroyées le 25 septembre 1947. Elles ont été changées 7 novembre 1987. Elles combinent les anciennes armoiries de Lochristi et de Beervelde. Le lion dans les armoiries provient des armoiries de l'Abbaye Saint-Bavon de Gand de Gand. Le village de Lochristi a été une possession de l'abbaye pendant plusieurs siècles Saint-Nicolas est le saint patron de Lochristi. Les armoiries de Beervelde lui avaient été octroyées le 18 avril 1924. La municipalité de Beervelde a été créée en 1921 à partir de Destelbergen, Heusden, Laarne et Kalken. En 1923, le conseil demanda des armoiries avec à droite les trois clés de l'Abbaye Saint-Pierre de Gand. Celles-ci ont été choisies car, historiquement, la municipalité appartenait à l'abbaye. Dans la moitié gauche, le conseil demanda l'utilisation des armoiries des comtes de Kerchove en Dentergem, ces derniers ayant joué un rôle important dans le développement de la région. Le comte actuel de Kerchove a approuvé l'utilisation des armoiries de sa famille en juin 1923 et elles ont ensuite été accordées. Blasonnement : Parti: 1. de gueules à trois clefs d'or. 2. D'azur au lion fascé de sept pièces d'argent et de gueumes, armé, lampassé et couronné d'o. Source du blasonnement : Heraldy of the World. |

## Démographie

### Évolution démographique: Avant la fusion des communes
- Sources : INS, Rem. : 1831 jusqu'en 1970 = recensements, 1976 = nombre d'habitants au 31 décembre[4].

### Évolution démographique de la commune fusionnée (1977-2024)
Graphe de l'évolution de la population de la commune. Les données ci-après intègrent les anciennes communes dans les données avant la fusion en 1977.
- Source : DGS - Remarque: 1831 jusqu'à 1981=recensement; depuis 1990=nombre d'habitants chaque 1er janvier[5]

### Évolution démographique: commune fusionnée (depuis 2025)
En tenant compte des anciennes communes entraînées dans la fusion de communes de 2025 on peut dresser l'évolution suivante:
- Source : DGS, de 1831 à 1981 = recensements population ; à partir de 1990 = nombre d'habitants chaque 1er janvier[5].

## Curiosités touristiques
- Parc de Beervelde

## Personnalités
- Michel Stockx (1942-2001), tueur en série, est né à Lochristi.